# Министерство Российской Федерации по развитию Дальнего Востока и Арктики
Министе́рство Росси́йской Федера́ции по разви́тию Да́льнего Восто́ка и А́рктики (Минвостокразви́тия Росси́и) — федеральный орган исполнительной власти, осуществляющий на территории Дальневосточного федерального округа функции по координации деятельности по реализации государственных программ и федеральных целевых программ, в том числе долгосрочных, предусмотренных перечнем, утверждаемым Правительством Российской Федерации (в части программ и (или) мероприятий таких программ, реализуемых на территории Дальневосточного федерального округа), функции в области создания и функционирования территорий опережающего социально-экономического развития на территориях Дальневосточного федерального округа и Арктической зоны Российской Федерации, функции по управлению федеральным имуществом, расположенным на территории Дальневосточного федерального округа, в порядке и пределах, установленных актами Президента Российской Федерации и Правительства Российской Федерации, по контролю осуществления органами государственной власти субъектов Российской Федерации полномочий Российской Федерации, переданных им в соответствии с законодательством Российской Федерации, в порядке и пределах, установленных законодательством Российской Федерации, а также функции по выработке государственной политики и нормативно-правовому регулированию в сфере развития Арктической зоны Российской Федерации. Впервые появилось в первом правительстве Дмитрия Медведева.
До 26 февраля 2019 года — Министерство Российской Федерации по развитию Дальнего Востока.
Согласно указу Президента Российской Федерации, до 31 августа 2013 года министр одновременно являлся полномочным представителем Президента Российской Федерации в Дальневосточном федеральном округе.

## История
Министерство образовано Указом Президента Российской Федерации от 21 мая 2012 года № 636.
Согласно Указу Президента РФ от 26 февраля 2019 года Министерство Российской Федерации по развитию Дальнего Востока переименовано в Министерство Российской Федерации по развитию Дальнего Востока и Арктики. Расширение полномочий Министерства осуществлено в целях повышения эффективности государственного управления в сфере развития Арктической зоны Российской Федерации.

## Полномочия
Министерство Российской Федерации по развитию Дальнего Востока (Минвостокразвития России) является федеральным органом исполнительной власти, осуществляющим на территории Дальневосточного федерального округа функции по координации деятельности по реализации государственных программ и федеральных целевых программ, в том числе долгосрочных, предусмотренных перечнем, утверждаемым Правительством Российской Федерации (в части программ и (или) мероприятий таких программ, реализуемых на территории Дальневосточного федерального округа), по управлению федеральным имуществом, расположенным на территории Дальневосточного федерального округа, в порядке и пределах, установленных актами Президента Российской Федерации и Правительства Российской Федерации, а также по контролю осуществления органами государственной власти субъектов Российской Федерации полномочий Российской Федерации, переданных им в соответствии с законодательством Российской Федерации, в порядке и пределах, установленных законодательством Российской Федерации.

## Руководство

### Министр Российской Федерации по развитию Дальнего Востока — полномочный представитель Президента Российской Федерации в Дальневосточном федеральном округе
- Виктор Иванович Ишаев (21.05.2012, № 655 — 31.08.2013, № 691)[6][7].

### Министр Российской Федерации по развитию Дальнего Востока
- Александр Сергеевич Галушка (c 11.09.2013, № 710 — 18.05.2018)[8]
- Александр Александрович Козлов[9][10][11][12] (18.05.2018 — 26.02.2019)

### Министр Российской Федерации по развитию Дальнего Востока и Арктики
- Александр Александрович Козлов[13][14][15] (c 26.02.2019 по 15.01.2020 и с 21.01.2020 по 10.11.2020, и. о. с 15.01.2020 по 21.01.2020)
- Алексей Олегович Чекунков (c 10.11.2020)

### Заместители министра Российской Федерации по развитию Дальнего Востока и Арктики
Ниже представлен список заместителей министра на 25 апреля 2025 года
- Басанский Антон Александрович — статс-секретарь — заместитель министра;
- Алтабаев Анатолий Юрьевич — заместитель министра;
- Нургалиева Эльвира Рамиловна — заместитель министра.